# L'Éclair (automobile)
Pour les articles homonymes, voir L'Éclair.
 (juillet 2022).
L'Éclair est la première automobile au monde à participer à une compétition automobile sur des pneumatiques, elle est construite par les frères André et Édouard Michelin en 1895.

## Histoire
Pour participer à la course cycliste Paris-Brest de 1891, Édouard Michelin demanda à son ingénieur M. Laroche de concevoir un dispositif de fixation du pneumatique qui soit « démontable en un quart d'heure par un imbécile ». La solution est trouvée juste avant la course et le dispositif est installé sur le vélo de Charles Terront qui remporte la course de 1 200 km, avec une avance de 8 heures sur son poursuivant[réf. nécessaire].
En 1894, les frères Michelin se lancent dans la fabrication du pneumatique pour automobile. La rareté des véhicules force les frères à utiliser le phaéton attelé à deux roues d'Édouard Michelin pour les premiers essais. Les crevaisons sont nombreuses mais sont réparées et les essais peuvent se poursuivre[réf. nécessaire].
Six mois avant la course Paris-Bordeaux-Paris de juin 1895, les usines de Clermont-Ferrand possèdent trois automobiles, qui doivent servir à promouvoir le pneumatique lors de cet évènement.

### L'Hirondelle
La première auto est une Benz avec laquelle ils décident de reconnaitre le parcours de la course. Édouard Michelin en rapporte une anecdote pleine d'humour :

« Comme on ne doutait de rien, le rendez-vous avait été donné à mon frère, à Poitiers, à un jour et une heure fixes. Tous les petits jeunes gens du bureau, dont certains sont aujourd'hui fondés de pouvoir de la maison, s'étaient rendus à la cote de Sayat pour voir monter la voiture. Il était 4 heures du matin et depuis une bonne heure ces enthousiastes du sport nouveau attendaient, lorsqu'ils aperçoivent un vieux bouvier qui descendait avec un troupeau de vaches. Le plus innocemment du monde, ils lui demandent si une voiture sans chevaux ne l'a pas croisé… Cette question qui n'étonnerait personne aujourd'hui a le don de plonger le brave homme dans une colère profonde.

- Est-ce que des gamins comme vous, s'écrie-il, doivent se moquer d'un homme de mon âge ! Des voitures sans chevaux ! …

Et il lève son bâton pour corriger les garnements, lorsque, au même instant, émergeant d'un nuage de fumée, bien qu'elle fonctionnât au pétrole, apparait la voiture Benz !

… Le bouvier n'en est pas encore revenu. »

— Édouard Michelin, reconnaissance du parcours Paris-Bordeaux de juin 1895
Au moment de repartir pour Paris, le moteur ne fonctionna pas. Elle ne participa pas à la course et après plusieurs mois de recherche, la cause du problème était de l'eau qui pénétrait dans la chambre de combustion par le cylindre fendu. Cette Benz s'appelait l'hirondelle.

### L'Araignée
La deuxième auto est fabriquée de toutes pièces par la maison Michelin, avec un moteur de bateau de 6 HP acheté à Cannstatt. Elle possédait un arbre interrompu au lieu d'un cardan et ne possédait pas de différentiel. De graves erreurs s'étaient glissées dans sa conception et le moteur ne pouvait plus rentrer dans son emplacement initial, ce qui força les ingénieurs à le placer en porte-à-faux.
L'ingénieur, qui n'était vraiment pas habile conducteur, eut deux accidents. Le premier était sans gravité : le véhicule percuta un jeune arbre qui plia et l'ajusteur qui était avec lui l'avait félicité d'avoir choisi un arbre à charnière. Le second accident se produit vers Moulin et ressemble fortement au premier, mais cet arbre, malheureusement, n'était pas à charnière. L'Araignée, comme ils l'avaient appelé, ne participa pas à la course.

### L'Éclair

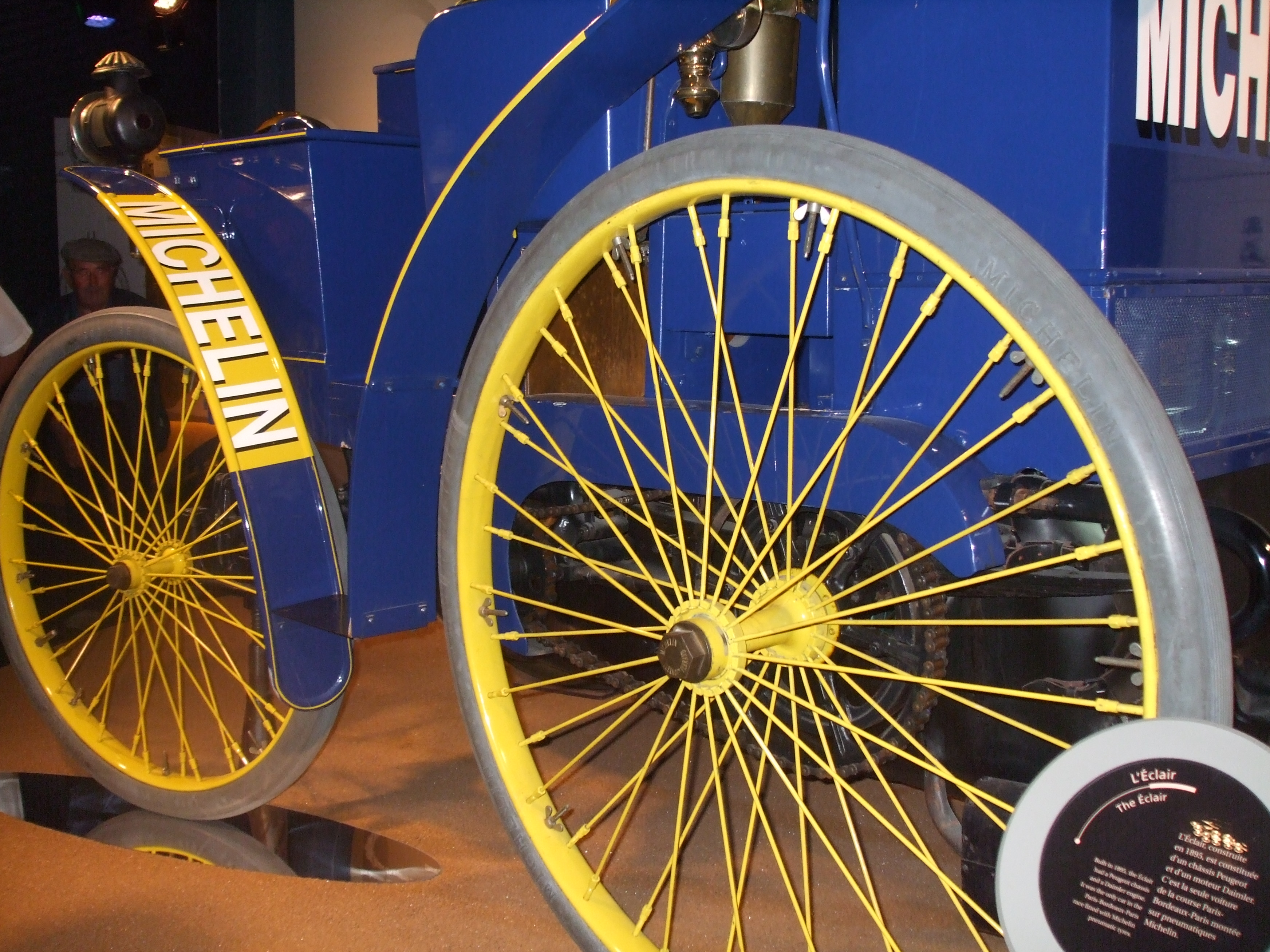
"L'Éclair" de nos jours (châssis Peugeot et moteur Daimler 4HP).

La troisième auto est une Peugeot équipée d'un moteur de 2 HP 1/2 qui fut remplacé par un moteur de bateau Daimler de 4 HP. Ce moteur, plus gros que celui d'origine ne put prendre sa place et dut être placé en porte-à-faux. La direction était pénible et le véhicule avançait seulement en zigzag, d'où son nom. Les 1 400 kg du véhicule comptaient une grosse caisse à outils dotée de tiroirs numérotés façon caisson d'artillerie et une cage en toile métallique pour protéger les brûleurs.
Trois mois avant la course, le véhicule subit un accident à la Maison-Blanche près de Clermont, heureusement sans gravité. Vingt jours avant la course, un second accident se produit de nuit lors des essais de lanternes. Après un changement de roue, l'ingénieur oublia de réajuster les freins et lorsque le conducteur, M. Parry, voulut freiner, une roue se bloqua et le véhicule finit sa course dans un poteau télégraphique, qui se coucha. Les quatre occupants furent projetés sur le gazon, sans gravité mais un incendie provenant du carburateur brûla tout le véhicule. Elle fut refaite, tordue ; cependant, les conducteurs désignés refusèrent de prendre part à la course avec un tel véhicule. Ce sont les deux frères Michelin, en personne qui durent prendre le départ de la course.

#### Course Paris-Bordeaux-Paris
L'Éclair est le 46e et dernier véhicule inscrit sur la liste des participants. Du 6 au 20 juin 1895, une exposition des 46 véhicules est organisée à la galerie Rapp (sur le Champ-de-Mars).
Le mardi 11 juin, le départ de la course, de l'arc de triomphe pour la place d'Armes de Versailles est donné à 10 heures, cette première étape est un défilé à 12 km/h. L'Éclair est le 21e véhicule à quitter Paris mais le trajet n'est pas sans peine et l'Éclair est absent du vrai départ de la course qui est donné à Versailles, à midi. On retrouve l'Éclair au contrôle de Tours le 12 juin à 21 h 38 puis au contrôle de Bordeaux le 13 juin à 12 h 45 avec un retard de plus de 24h sur le premier. L'Éclair arrive à Paris le samedi 15 à 19 h 50 en 10e en dernière position mais n'est pas officiellement enregistré, la course devait durer 100 heures au maximum.